# Vågig rutlungmossa
Vågig rutlungmossa (Conocephalum salebrosum) är en bladmossart som beskrevs av Szweyk., Buczk. et Odrzyk.. Vågig rutlungmossa ingår i släktet rutlungmossor, och familjen Conocephalaceae. Enligt den finländska rödlistan är arten sårbar i Finland. Arten är reproducerande i Sverige. Artens livsmiljö är skuggiga kalkstensklippor och kalkbrott. Inga underarter finns listade i Catalogue of Life.